# Pedro Silva
Pedro Alves da Silva, mais conhecido como Pedro Silva (Brasília, 25 de abril de 1981) é um ex-futebolista brasileiro que atuava como lateral-direito. Encerrou sua carreira com 33 anos.
Atualmente ele é Treinador Adjunto (Auxiliar) do Portimonense.

## Carreira
Pedro começou sua carreira no Palmeiras. Passou também por Figueirense, Vitória, Internacional, e teve sua primeira experiência internacional jogando pelo Académica de Coimbra.
Em 2007, jogou pelo Santos por indicação do técnico Vanderlei Luxemburgo, e foi Campeão Paulista pelo time da baixada.
Depois de ser Campeão Paulista, aceitou a proposta do Corinthians para disputar o Campeonato Brasileiro de 2007, atuando apenas em 8 jogos.
Assinou um contrato de 3 temporadas pelo Sporting. Cumpriu os 3 anos e foi procurado pelo Sporting para renovar por mais um ano seu contrato. Nesse ultimo ano foi cedido por empréstimo ao Portimonense, time do Algarve, ao Sul de Portugal. Desempenhou um bom campeonato e optou por voltar para o Brasil, jogou o Campeonato Gaúcho pelo Novo Hamburgo.
Disputou a Série B em 2012 pelo ABC.
Em 2013 assinou contrato com o ASA.
Em 2014, o CSA de Alagoas foi seu ultimo time.
Pedro Silva determinou sua aposentadoria com 33 anos no dia 28 de junho de 2014. Este agora volta para Portugal como Treinador Adjunto (Técnico Auxiliar) do time pelo qual jogou, o Portimonense.
Em 2017 começou a treinar na Escola Academia Sporting, em Florianópolis.

## Títulos
Vitória
- Campeonato Baiano: 2004

Internacional
- Campeonato Gaúcho: 2005

Santos
- Campeonato Paulista: 2007[2]

Sporting
- Taça de Portugal: 2007-08
- Supertaça de Portugal: 2007-08